# Lasioglossum subglobosum
Lasioglossum subglobosum là một loài Hymenoptera trong họ Halictidae. Loài này được Blüthgen mô tả khoa học năm 1926.